# Brasiliopuntia
Brasiliopuntia brasiliensis
Genre
Espèce
Synonymes
- Cactus brasiliensis Willd.
- Opuntia brasiliensis (Willd.) Haw.

Statut de conservation UICN

 LC  : Préoccupation mineure
Statut CITES
Brasiliopuntia est un genre de la famille des Cactaceae (les cactus), proche du genre Opuntia. Brasiliopuntia brasiliensis (Willdenow) A. Berger 1926 est la seule espèce du genre.
Ce cactus  est originaire du centre du Brésil, du nord de l'Argentine, de l'est de la Bolivie, de l'est du Pérou et du Paraguay a été introduit aux États-Unis, notamment en Floride. On le rencontre au sud des zones néotropicales.

## Synonymes
- Cactus brasiliensis Willdenow 1814
- Opuntia brasiliensis (Willdenow) Haworth 1819
- Opuntia bahiensis Britton & Rose 1919
- Brasilopuntia bahiensis (Britton & Rose) A. Berger 1926
- Opuntia schulzii A. Castellanos & Lelong 1944
- Brasilopuntia schulzii (A. Castellanos & Lelong) Backeberg 1958
- Brasilopuntia neoargentina Backeberg 1957
- Brasilopuntia subcarpa Rizzini & A. Mattos 1986

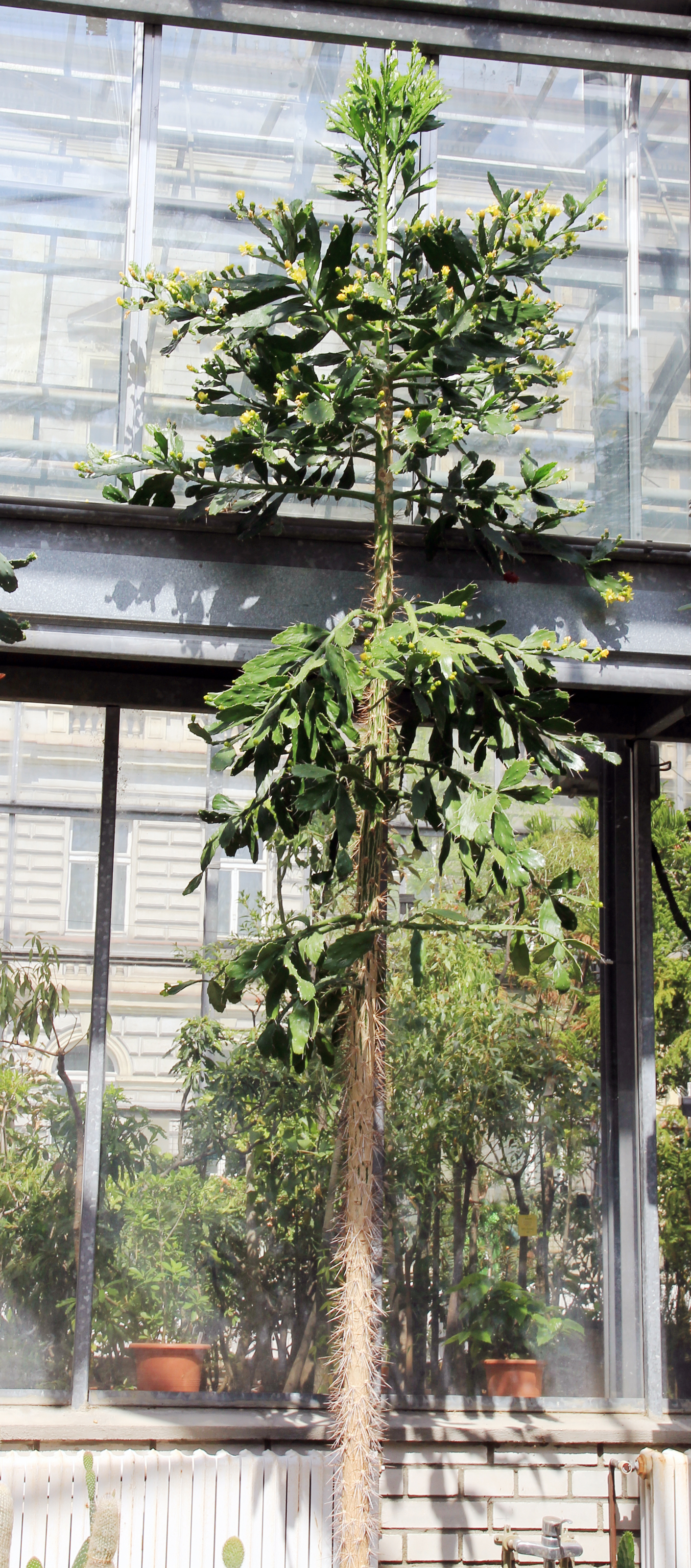
Brasiliopuntia brasiliensis.

## Description de l'espèce
Brasiliopuntia présente des cladodes minces, légèrement tordus et irréguliers, implantés sur un tronc central cylindrique. Les tissus sont de couleur vert vif.
Les aréoles blanches sont très espacées et portent chacune 1 à 2 aiguillons minces, bruns, ou blancs rosé dirigés vers le haut et de 1,5 cm de long.
Les fleurs de couleur brun clair (jaune sur le type Schulzii) apparaissent massivement sur les plantes âgées. Les fruits piriformes et rouges tombent souvent avant maturation complète ; ils contiennent 4 à 7 graines.
La plante peut atteindre jusqu'à 8 mètres de haut, avec un tronc ligneux de 5 à 10 cm (ou +) de diamètre. Les cladodes se trouvent uniquement dans la partie supérieure et sont caducs au bout de 2 à 3 ans.